# Плімут (Небраска)
Плімут (англ. Plymouth) — селище (англ. village) в США, в окрузі Джефферсон штату Небраска. Населення — 364 особи (2020).

## Географія
Плімут розташований за координатами 40°18′9″ пн. ш. 96°59′19″ зх. д. / 40.30250° пн. ш. 96.98861° зх. д. (40.302516, -96.988492).  За даними Бюро перепису населення США в 2010 році селище мало площу 0,82 км², уся площа — суходіл.

## Демографія
Згідно з переписом 2010 року, у селищі мешкало 409 осіб у 186 домогосподарствах у складі 120 родин. Густота населення становила 501 особа/км².  Було 205 помешкань (251/км²).
Расовий склад населення:
| - 99,8 % — білих |

До двох чи більше рас належало 0,0 %. Частка іспаномовних становила 1,0 % від усіх жителів.
За віковим діапазоном населення розподілялося таким чином: 23,0 % — особи молодші 18 років, 55,2 % — особи у віці 18—64 років, 21,8 % — особи у віці 65 років та старші. Медіана віку мешканця становила 41,8 року. На 100 осіб жіночої статі у селищі припадало 96,6 чоловіків;  на 100 жінок у віці від 18 років та старших — 92,1 чоловіків також старших 18 років.
Середній дохід на одне домашнє господарство  становив 52 524 долари США (медіана — 46 458), а середній дохід на одну сім'ю — 61 224 долари (медіана — 58 000). Медіана доходів становила 39 545 доларів для чоловіків та 33 750 доларів для жінок. За межею бідності перебувало 13,4 % осіб, у тому числі 23,1 % дітей у віці до 18 років та 1,2 % осіб у віці 65 років та старших.
Цивільне працевлаштоване населення становило 196 осіб. Основні галузі зайнятості: освіта, охорона здоров'я та соціальна допомога — 21,4 %, виробництво — 14,8 %, сільське господарство, лісництво, риболовля — 14,3 %.